# Winton, North Carolina
Winton är administrativ huvudort i Hertford County i North Carolina. Orten har fått sitt namn efter markägaren Benjamin Winton. Winton hade 769 invånare enligt 2010 års folkräkning.

## Kända personer från Winton
- Hoyt Patrick Taylor, politiker